# 窺胸

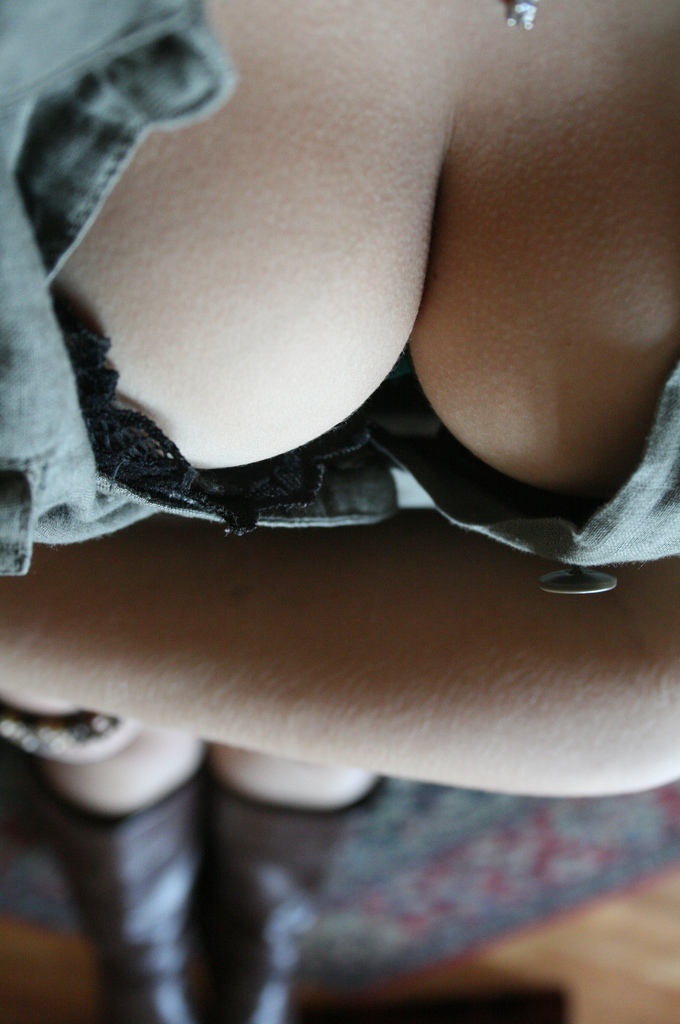
偷窺者會試圖觀看女性衣服下方的乳房。

窺胸是一種戀胸的形式，偷窺者會試圖偷窺女性衣服下方的乳房，特別是當女性彎下腰而且沒有發覺她的衣服領口已經鬆脫的時候。對偷窺者來說，偷窺到露出的乳房是最令人興奮的時刻。
許多網站提供窺胸的色情圖片，但在現實生活中未經他人同意拍攝窺胸的圖片在某些國家是違法的。有些人認為窺胸的行為是性騷擾而且又侵犯他人隱私。有些人則認為如果自願在公共場合裸露身體的女性應享有較少的隱私權，甚至對拍攝者而言也是如此。根據研究，這類女性就是在勾引男人故意露給男人看，藉此達到興奮。照相手機的問世也是窺胸照片如此流行的原因之一。
另外一種類似的偷窺行為是上窺，即裙底風光，乃試圖觀看當事人的內褲或臀部。

## 俚語
由於乳房呈球狀，而偷窺者會看到上半部，俚稱「北半球」，而下半部則俚稱為「南半球」。

## 關連項目
- 乳溝
- 乳房
- 走光
- 戀胸
- 戀內衣
- 性騷擾
- 衣服滑落